# Kim Min-seok
Kim Min-seok (김민석, nascido em 1964) é um ativista, educador e político sul-coreano, atual primeiro-ministro da Coreia do Sul desde 2025. Membro do Partido Democrático da Coreia (DPK), foi deputado da Assembleia Nacional pelo distrito de Yeongdeungpo B entre 1996 e 2002 e novamente de 2020 a 2025.
Nascido em Seul, Kim formou-se pela Universidade Nacional de Seul e possui títulos também pela Universidade Harvard, Universidade Tsinghua e Universidade Rutgers. Durante sua juventude, foi detido por participar da ocupação do Centro Cultural Americano em Seul. Foi eleito pela primeira vez à Assembleia Nacional nas eleições legislativas de 1996, sendo então considerado uma das promessas do campo progressista. No entanto, sua derrota para Lee Myung-bak na eleição para a Prefeitura de Seul em 2002 levou a um declínio de sua popularidade. Kim retornou à política em 2020, ao ser reeleito para o Parlamento pelo mesmo distrito, encerrando um hiato de 18 anos. É atualmente um dos principais conselheiros do presidente Lee Jae-myung.

## Premiê (2025–presente)
Após a eleição de Lee Jae-myung para a presidência da Coreia do Sul na eleição presidencial de 2025, Kim foi indicado para o cargo de Primeiro-ministro da Coreia do Sul. Sua nomeação ficou sujeita à aprovação da Assembleia Nacional da Coreia do Sul. A audiência parlamentar de confirmação, com duração de dois dias, teve início em 24 de junho de 2025. A segunda e última sessão de confirmação foi realizada em 25 de junho. A Assembleia Nacional aprovou sua nomeação em 3 de julho de 2025, com 173 votos favoráveis e 3 contrários, enquanto o oposicionista Partido do Poder do Povo boicotou a votação.

## Vida pessoal
Kim Min-seok foi casado pela primeira vez com Kim Ja-young, apresentadora do programa World Trend Music, com quem se conheceu em junho de 1992, em uma cafeteria no novo prédio da Korean Broadcasting System (KBS). Casaram-se em 6 de março de 1993, e tiveram um filho e uma filha. O casal se divorciou em dezembro de 2014, segundo foi divulgado em março de 2015.
Em 24 de novembro de 2019, Kim anunciou em sua página no Facebook que se casaria novamente em 12 de dezembro. Casou-se com Lee Tae-rin, em cerimônia realizada na Igreja Shinghil.